# Municipio de Estelline
El municipio de Estelline (en inglés: Estelline Township) es un municipio ubicado en el condado de Hamlin en el estado estadounidense de Dakota del Sur. En el año 2010 tenía una población de 324 habitantes y una densidad poblacional de 2,36 personas por km².

## Geografía
El municipio de Estelline se encuentra ubicado en las coordenadas 44°35′42″N 96°58′4″O / 44.59500, -96.96778. Según la Oficina del Censo de los Estados Unidos, el municipio tiene una superficie total de 137.08 km², de la cual 121,31 km² corresponden a tierra firme y (11,5 %) 15,77 km² es agua.

## Demografía
Según el censo de 2010, había 324 personas residiendo en el municipio de Estelline. La densidad de población era de 2,36 hab./km². De los 324 habitantes, el municipio de Estelline estaba compuesto por el 98,46 % blancos, el 0,31 % eran asiáticos y el 1,23 % eran de una mezcla de razas. Del total de la población el 0,93 % eran hispanos o latinos de cualquier raza.